# Trolley a stanga

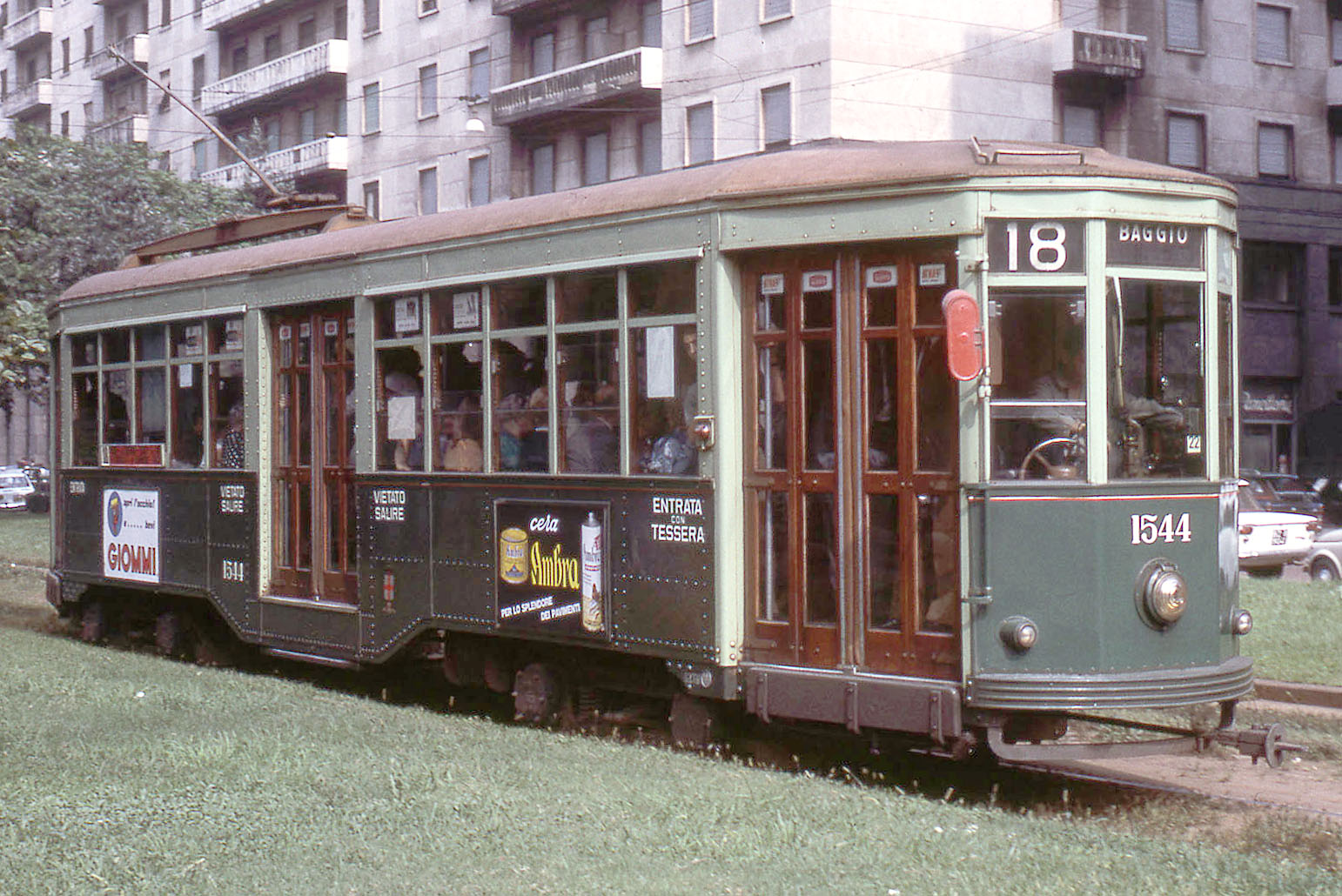
Tram con trolley a stanga di tipo ATM 1500, in circolazione a Milano nel 1967

Con il termine trolley a stanga si indica quell'organo che, sulle locomotive elettriche costruite anteriormente agli anni trenta, permetteva la captazione dell'energia elettrica dalla linea aerea soprastante allo scopo di alimentarne le apparecchiature di trazione come i motori, i dispositivi ausiliari di bordo quali i compressori d'aria, i ventilatori e il riscaldamento elettrico.
Nelle locomotive italiane venne utilizzato principalmente dalle locomotive elettriche a corrente alternata trifase della prima generazione.
Era composto da una coppia di bracci imperniati alla base e strettamente uniti a forma di parallelogramma che nel lato superiore sorreggeva un pattino strisciante realizzato in metallo, di solito rame, adatto per la buona conducibilità elettrica.
Veniva montato sul tetto dei rotabili ferroviari su un telaio isolato e collegato mediante cavi ad alto isolamento, ai dispositivi di protezione contro le sovratensioni e ai circuiti di derivazione per l'utilizzazione a bordo. Nelle locomotive trifase lo strisciante era diviso in due sezioni isolate tra loro per il prelievo di corrente elettrica da due fasi distinte.
I primi trolley a stanga, di costruzione Ganz, avevano il doppio strisciante a rulli; questo tuttavia era fonte di scintillio e frequenti guasti e venne presto sostituito da quello a doppio strisciante prodotto dalla Brown-Boveri.
Nei mezzi di trazione ferroviaria in genere, i trolley erano montati a coppie tenute ambedue sempre in presa mediante la pressione dei dispositivi di alzamento ad aria compressa.